# 龙溪林公宫
龙溪林公宫，是位于中国福建省宁德市周宁县七步镇龙溪村的一个清代古建筑，2012年入选周宁县第三批文物保护单位。
龙溪林公宫是奉祀林公忠平王的宫庙，始建年份未知，清朝年间重建，建筑坐南朝北，面积414平方米，有大厅、戏楼和天井等结构，大厅面阔五间、进深六柱，穿斗、抬梁混合式土木结构悬山顶，厅内有祀奉林公忠平王、奶娘姑、土地公、黄三公和齐天大圣的神龛，天井则与戏台以两侧双层厢廊连接。